# Berardo Eroli
Berardo Eroli (Narni, 1409 - Roma, 2 de abril de 1479) foi um cardeal do século XV.

## Vida pregressa
Nasceu em Narni, em uma família obscura. Seu primeiro nome também está listado como Bernardo e seu sobrenome como Eruli, Erulo e Herulo. Chamado de Cardeal de Spoleto.
Estudou em Roma; obteve doutorado in utroque iure, tanto em direito canônico quanto em direito civil. Nomeado referendário pelo Papa Nicolau V, que o admitiu no Palácio Apostólico; e mais tarde, nomeou-o auditor da Sagrada Rota Romana.

## Episcopado
Eleito bispo de Spoleto, em 13 de novembro de 1448. Consagrado (nenhuma informação encontrada); renunciou em 8 de dezembro de 1474; sucedido por seu sobrinho Costantino. Vigário de Roma nos pontificados dos Papas Nicolau V e Calisto III. Regente da Chancelaria Apostólica e corretor das cartas apostólicas antes de setembro de 1454. Familiar do Papa Pio II.

## Cardinalato
Criado cardeal-presbítero no consistório de 5 de março de 1460, celebrado em Siena; recebeu o chapéu vermelho em 8 de março e o título de S. Sabina em 19 de março de 1460, na igreja de S. Francesco fuori le mura, Siena. Abade commendatario da abadia de San Paolo alle Tre Fontane, Roma. Nomeado legado a latere em Perugia; partiu de Piacenza, depois do consistório, em 27 de agosto de 1462; foi para Todi, onde estava o Papa Pio II em 13 de dezembro de 1462; retornou a Perugia, mantendo sua legação até sua morte. Ele esteve em Tivoli com o papa em 9 de julho de 1463. Juntou-se ao papa em Terni em junho de 1464 para acompanhá-lo a Ancona.
Cardeal de Spoleto não participou do conclave de 1464, que elegeu o Papa Paulo II. Juntamente com o cardeal Johannes Bessarion e Juan Carvajal, foi membro da comissão para regular os assuntos da Boêmia em agosto de 1465. Eleito camerlengo do Sagrado Colégio dos Cardeais em 3 de janeiro de 1466; reeleito em 24 de janeiro de 1467 por um ano. Participou do conclave de 1471, que elegeu o Papa Sisto IV. Promovido a ordem dos cardeais-bispos e a sé suburbana de Sabina, em 23 de maio de 1474. Vigário de Roma em 1475. Mandou construir um mosteiro e um hospital em Narni.
Morreu em Roma em 2 de abril de 1479. Sepultado na basílica patriarcal do Vaticano. Seu funeral só ocorreu em 20 de abril devido à Páscoa.